# Надя Ножарова
Надя Ножарова (болг. Надя Матеева Ножарова, нар. 21 листопада 1916, Плевен, Болгарія — пом. 18 квітня 2014, Нью-Йорк, США) — також відома як графиня Надя де Наварро Фарбер, болгарська співачка оперети та акторка, американська підприємиця та філантропка, іспанська графиня.

## Біографія
Народилась у Плевені, Болгарія, 21 листопада 1916 року. Її батько був продавцем електротоварів. Вчилась у Американській дівочій школі у Ловечі. 
Померла 18 квітня 2014 року на Лонг-Айленді у Нью-Йорку.
Після того, як Ножарова почала грати в опереті «Ангел Сладкаров», вона одружилась з Ангелом Сладкаровим у Тронському монастирі. 1940 року розлучилася і побралася з Наварським графом, представником Іспанії у Ватикані. При одруженні отримала титул графині. Жила з чоловіком у Монте-Карло.
Після смерті чоловіка, 1949 року, переїхала до США, а 1953 одружилася з Сідом Фарбером, власника компанії з будівництва та продажу нерухомості. Після його смерті 1985 року отримала у спадок великий маєток та одружилася з Юрієм Фарбером.

## Кар'єра
1934 року повернулась до Плевена та почала кар'єру в опереті «Ангел Сладкаров», з якою гастролювала по Болгарії. Після того як вона залишила оперету, грала у театрах «Одеон», «Болгарія», «Корпоративний театр». Згодом переїхала до Німеччини, де вивчала вокал. Після повернення до Болгарії зіграла у фільмі «Випробування» 1942 року.

## Благодійність
В роки, коли Ножарова керувала компанією з будівництва та продажу нерухомості, вона також активно допомагала численним благодійним організаціям, імміграційній адміністрації уряду США, а також організаціям з підтримки єврейських та венесуельських емігрантів, Червоному хресту Монако, Американській лікарні в Парижі.

## Галерея

Фото Наді Ножарової 1942 року. Джерело: Державна агенція болгарських архівів
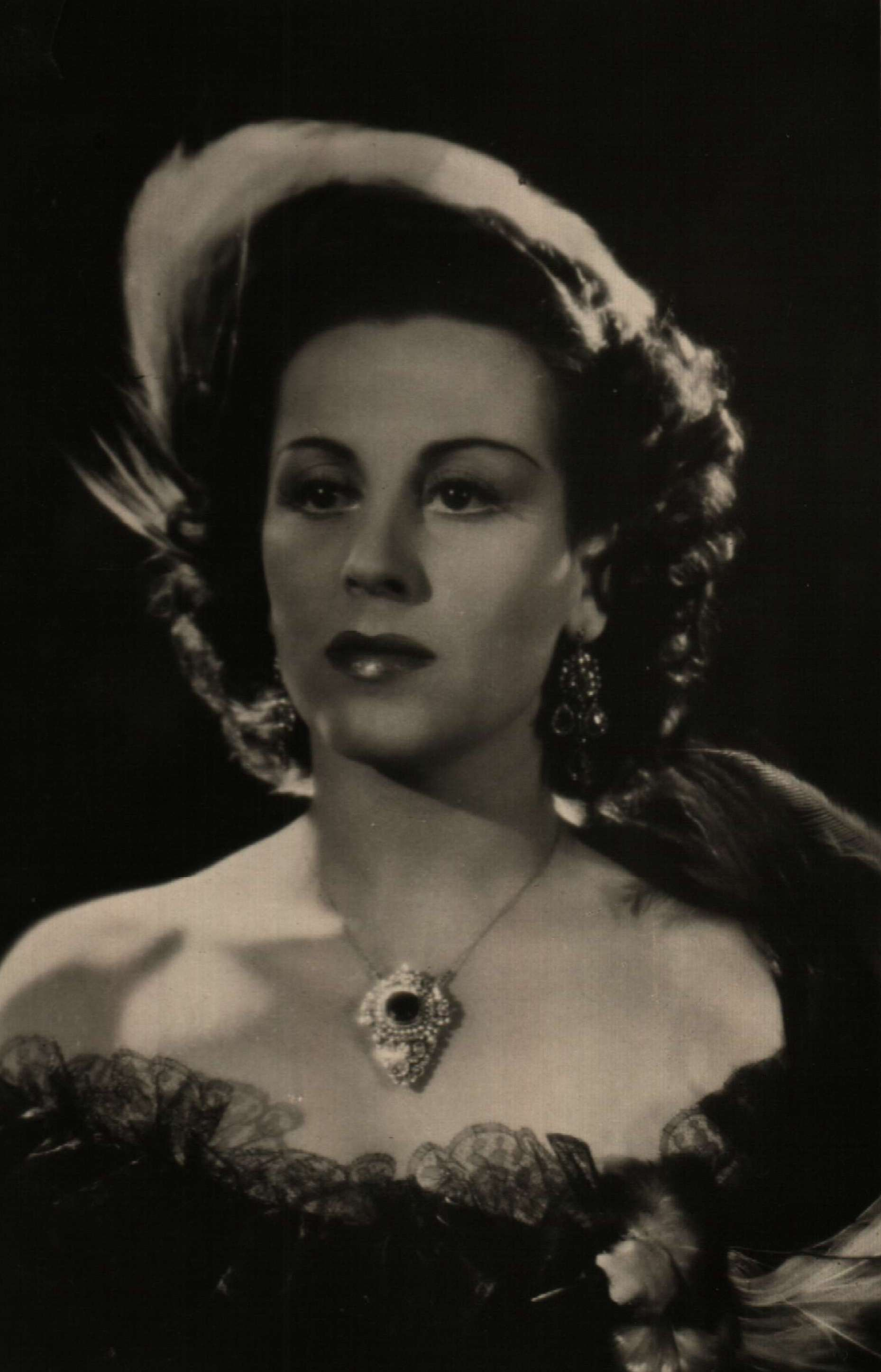
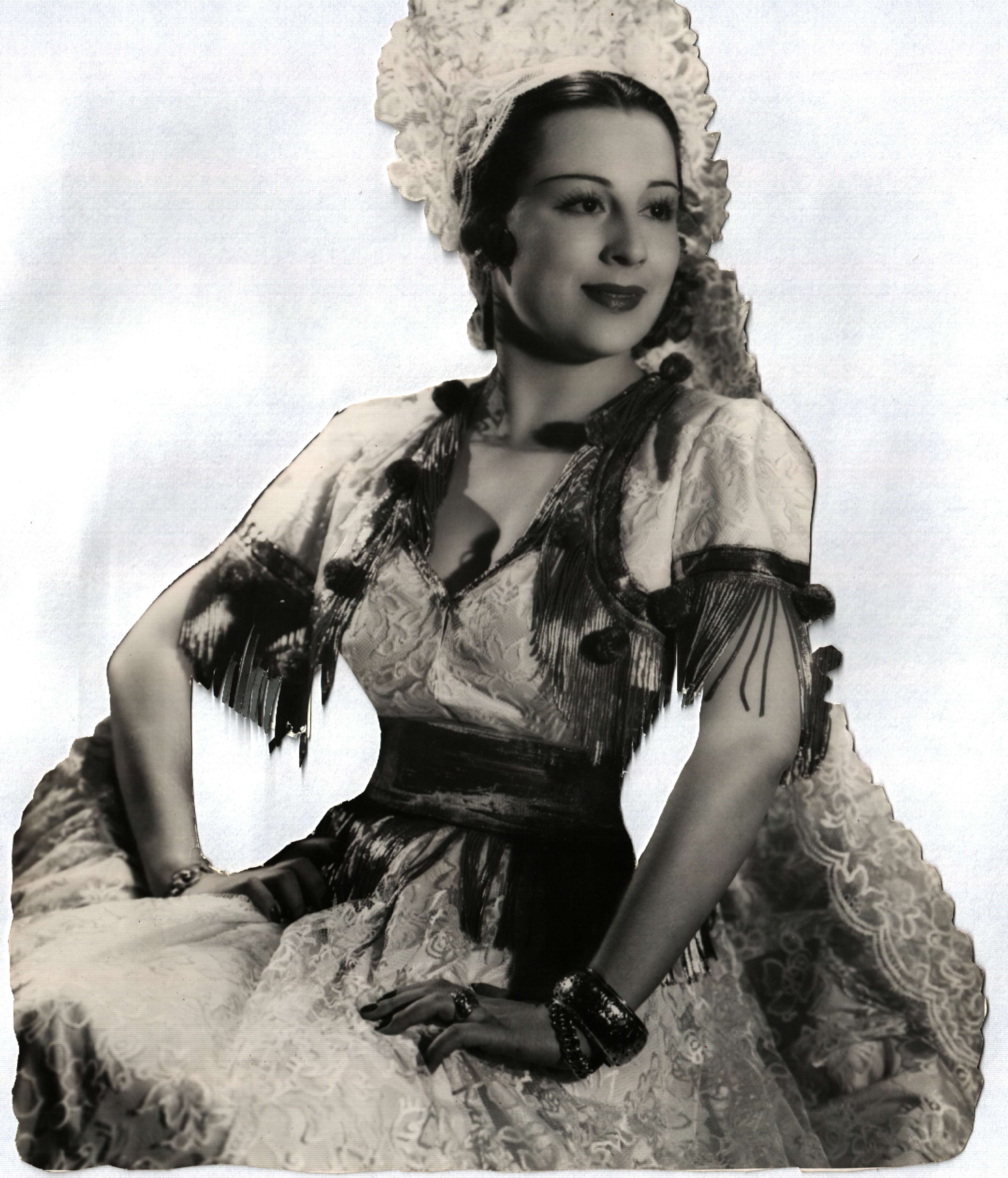
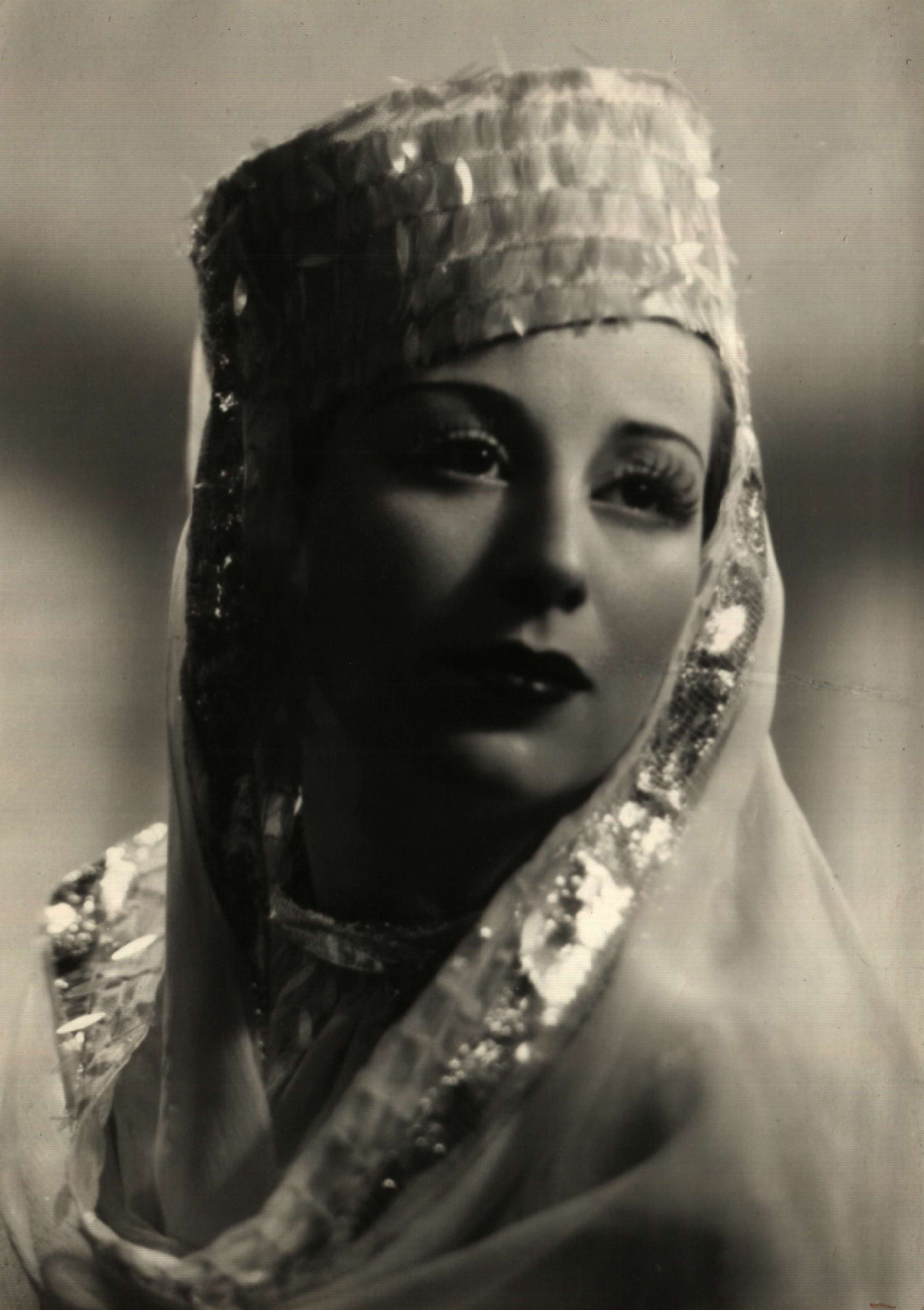
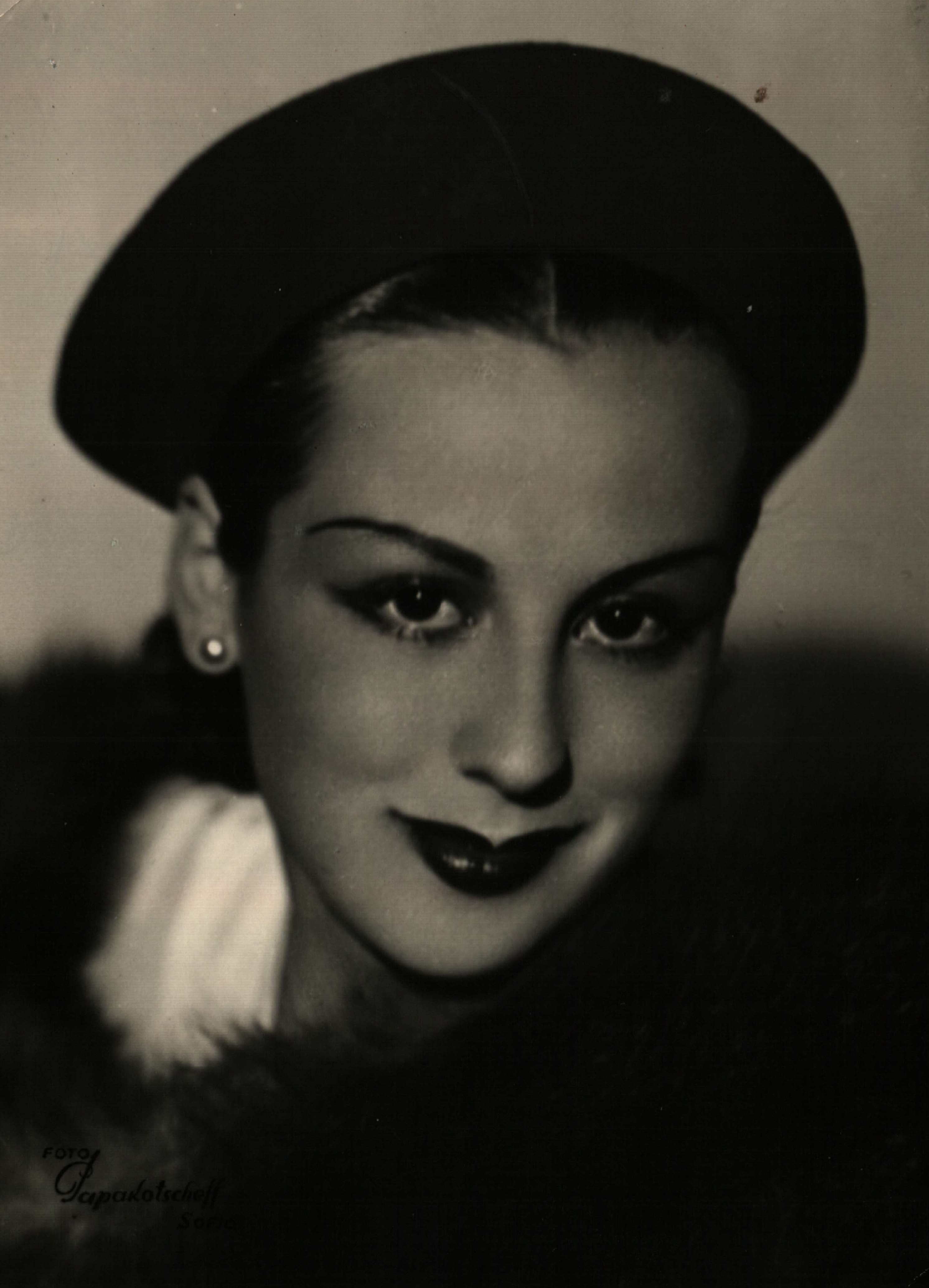
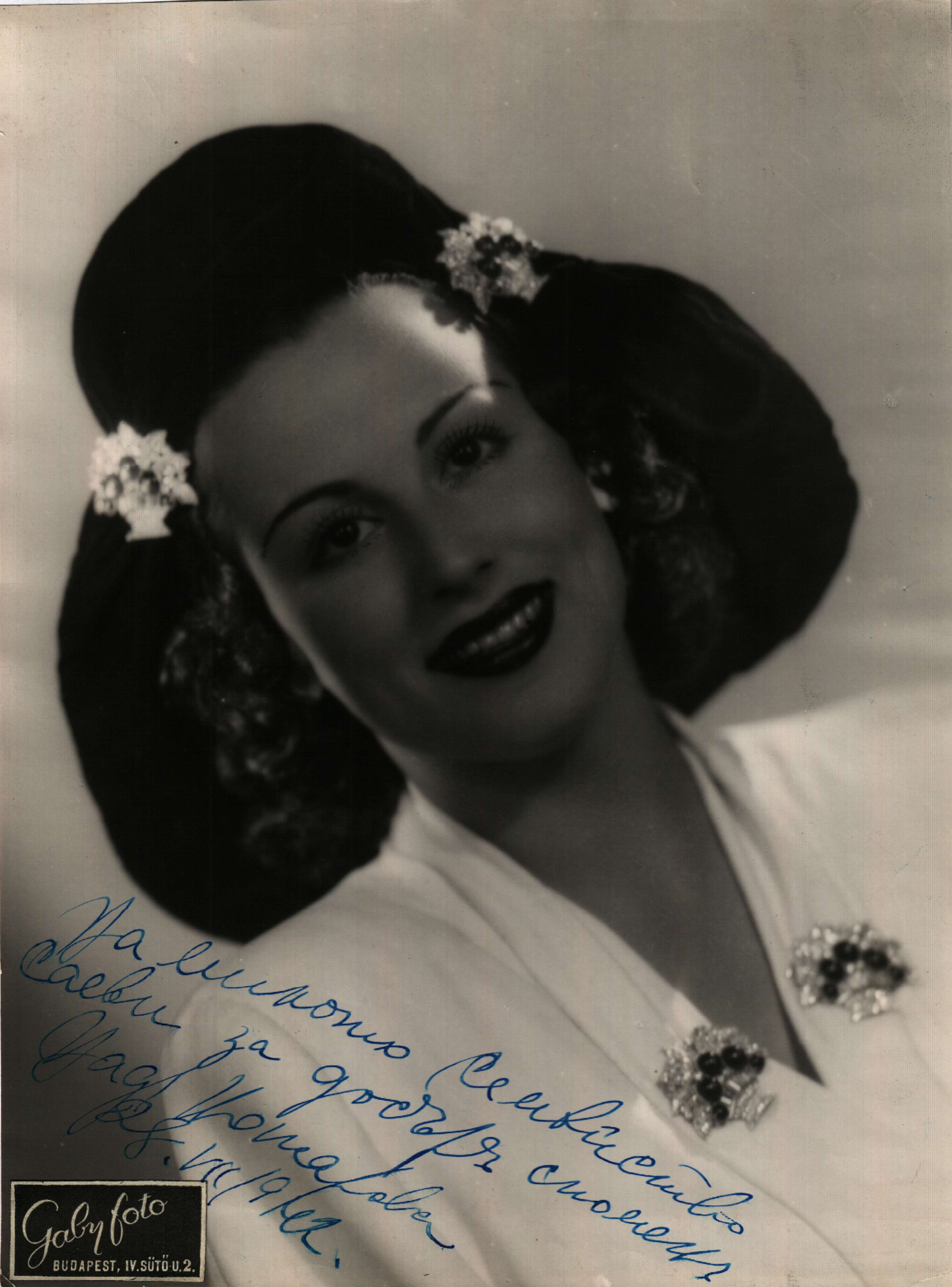
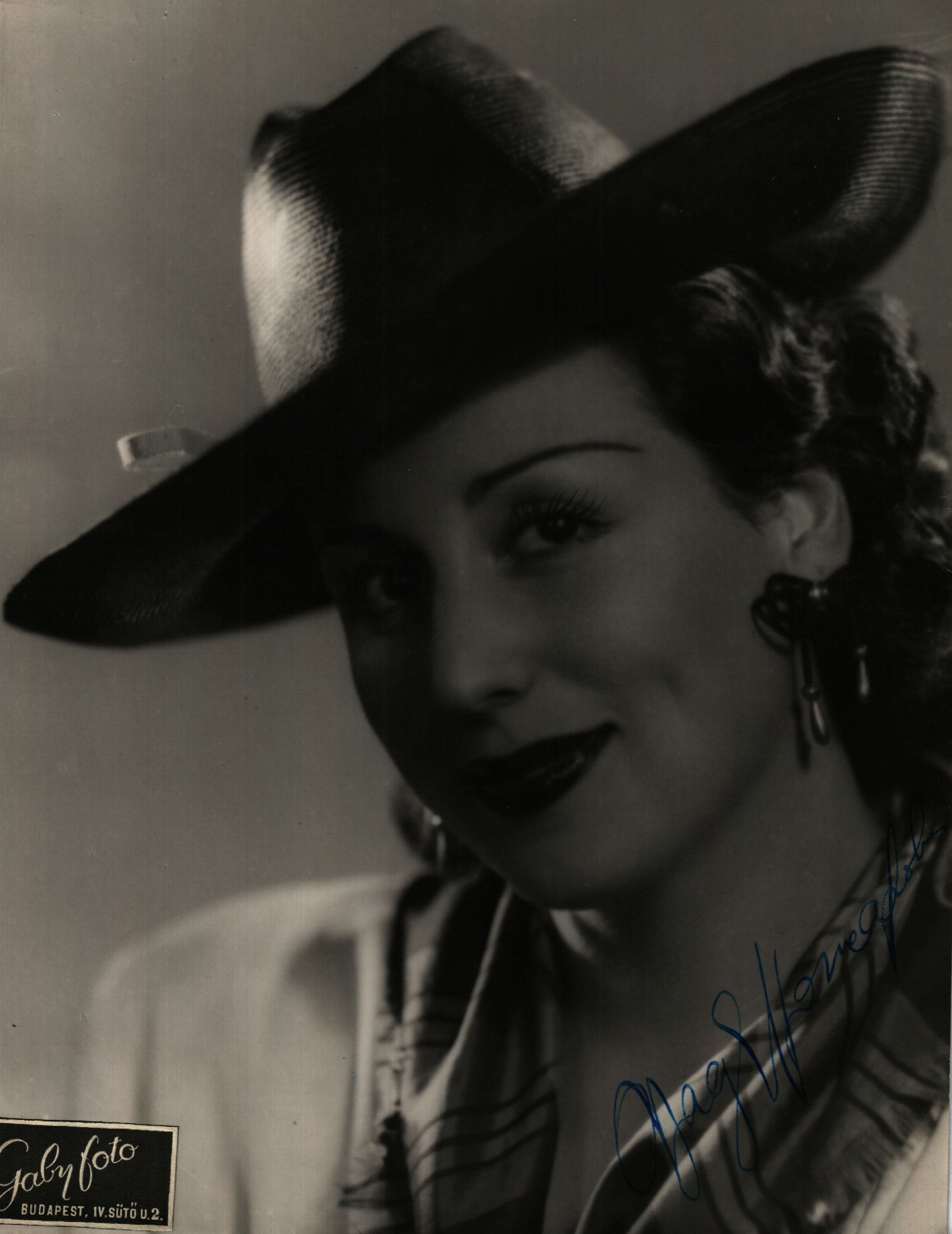
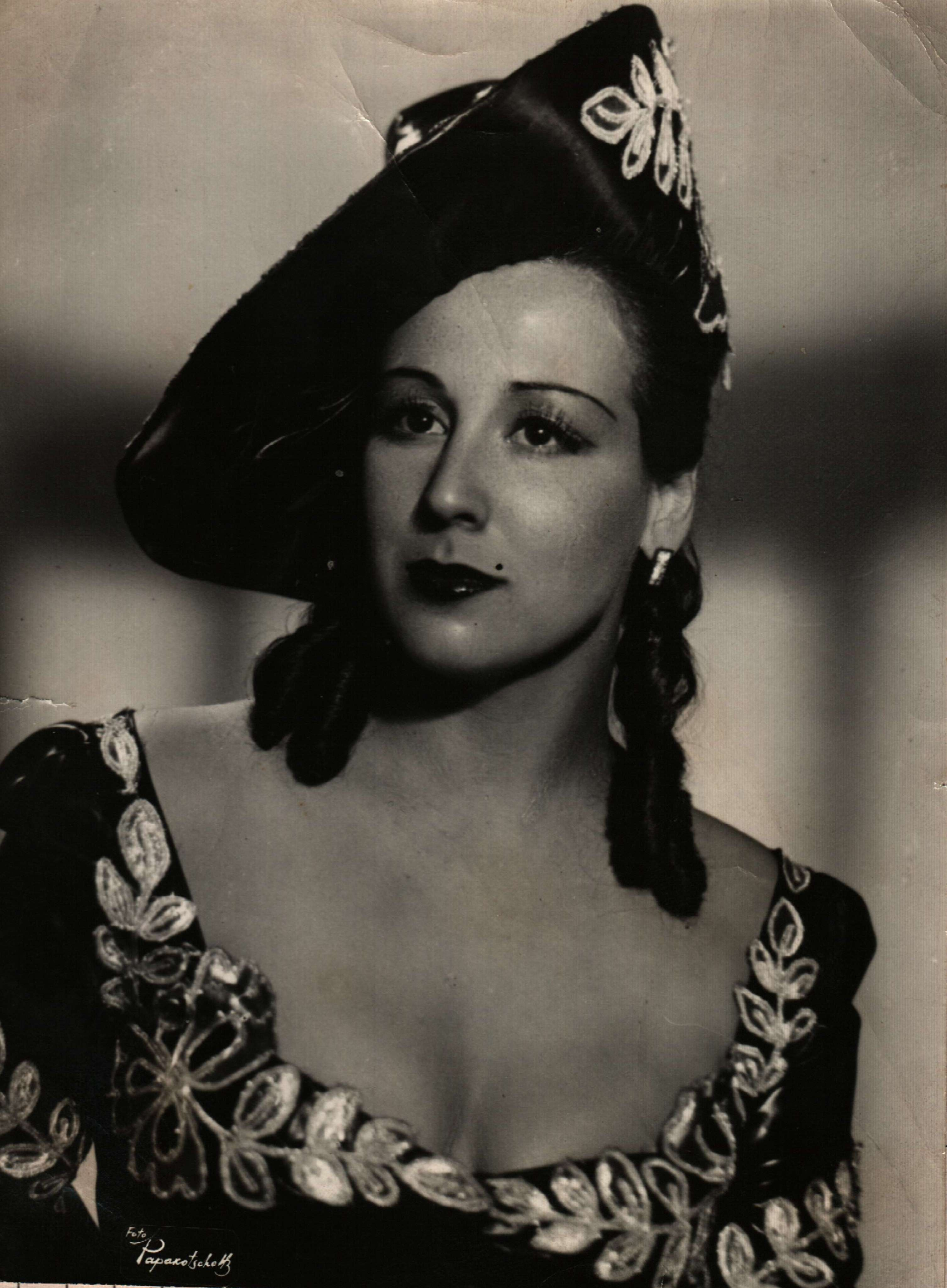

Фото Наді Ножарової зі зйомок фільму «Випробування» 1942 року. Джерело: Державна агенція болгарських архівів
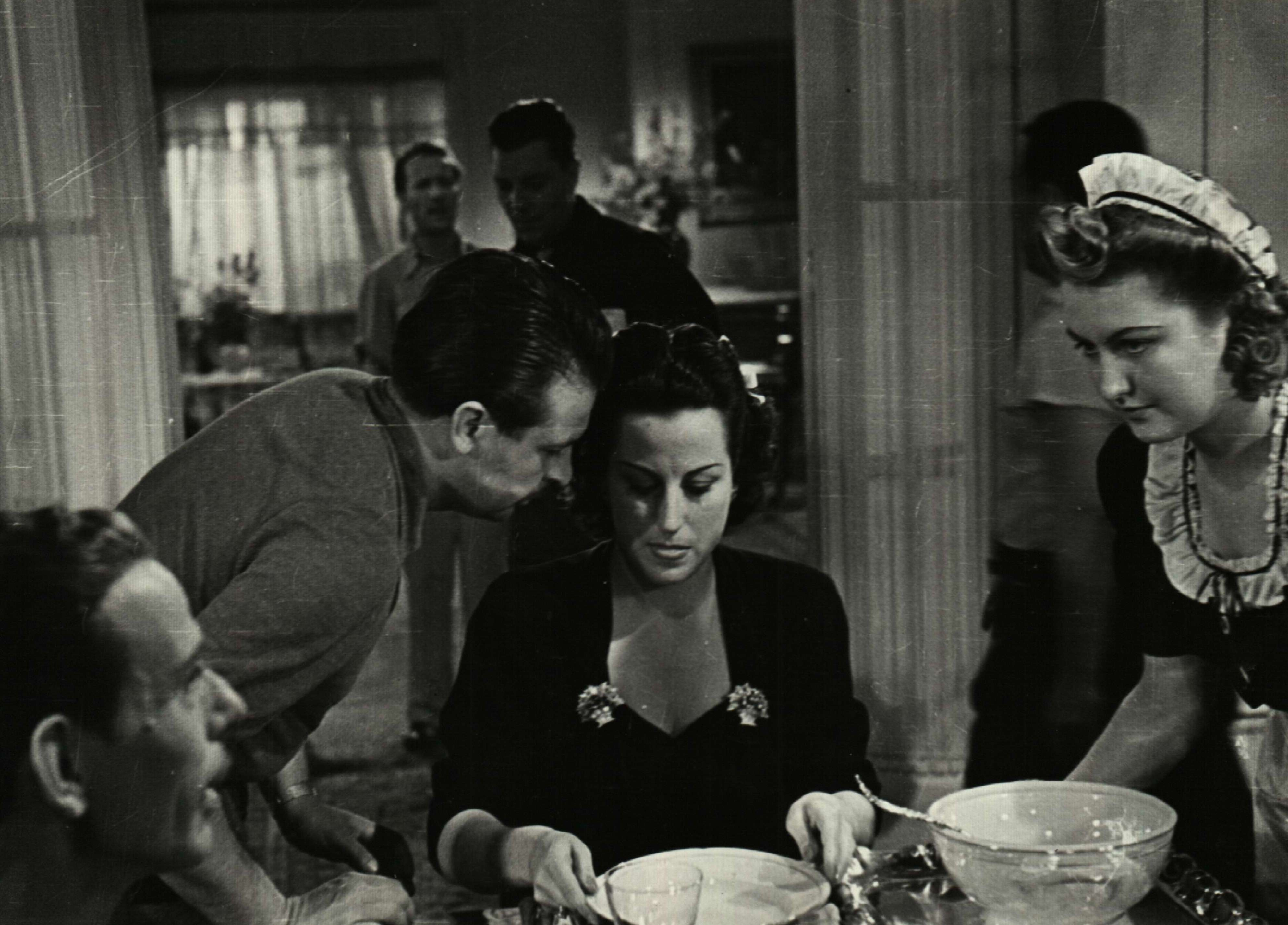
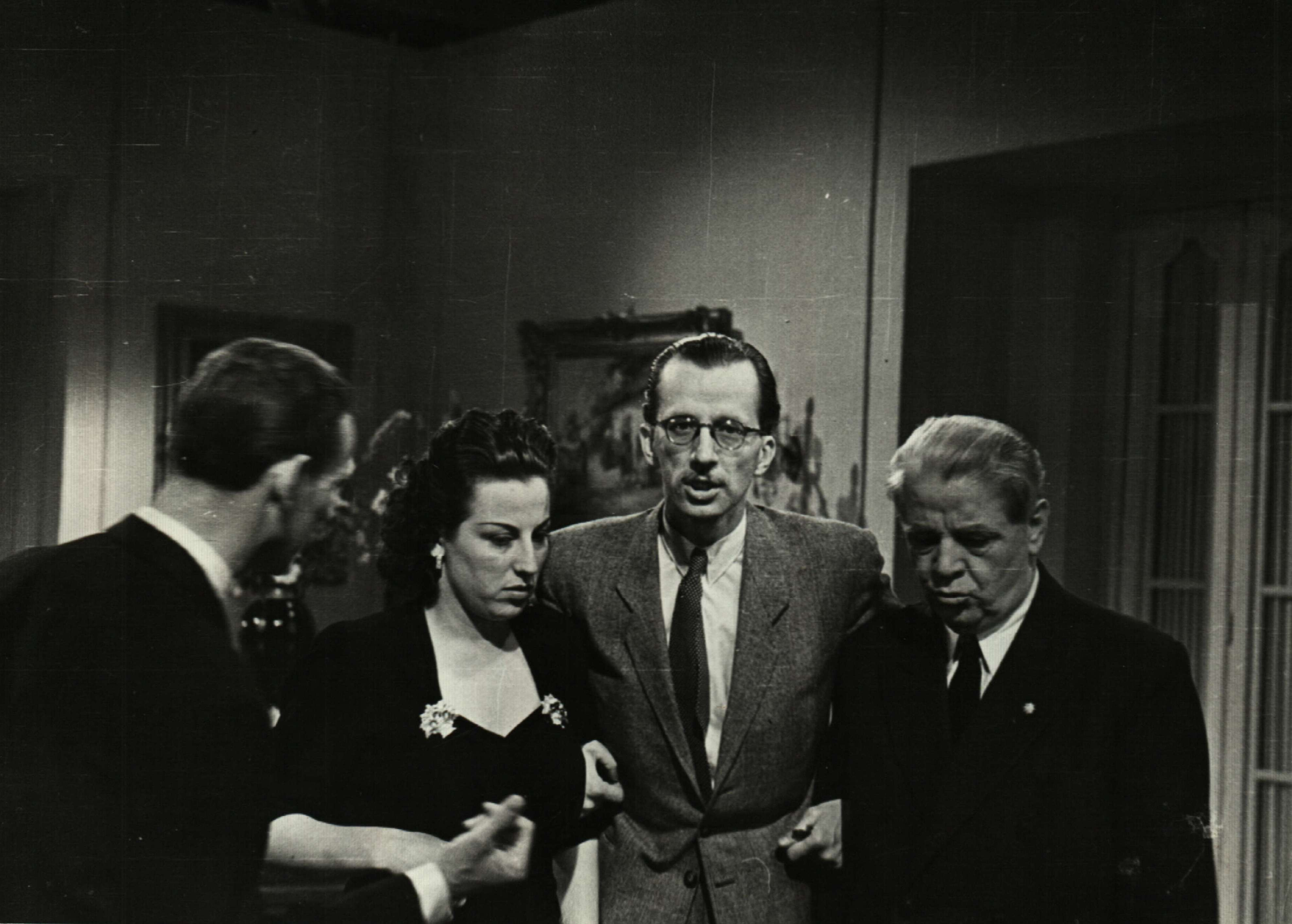
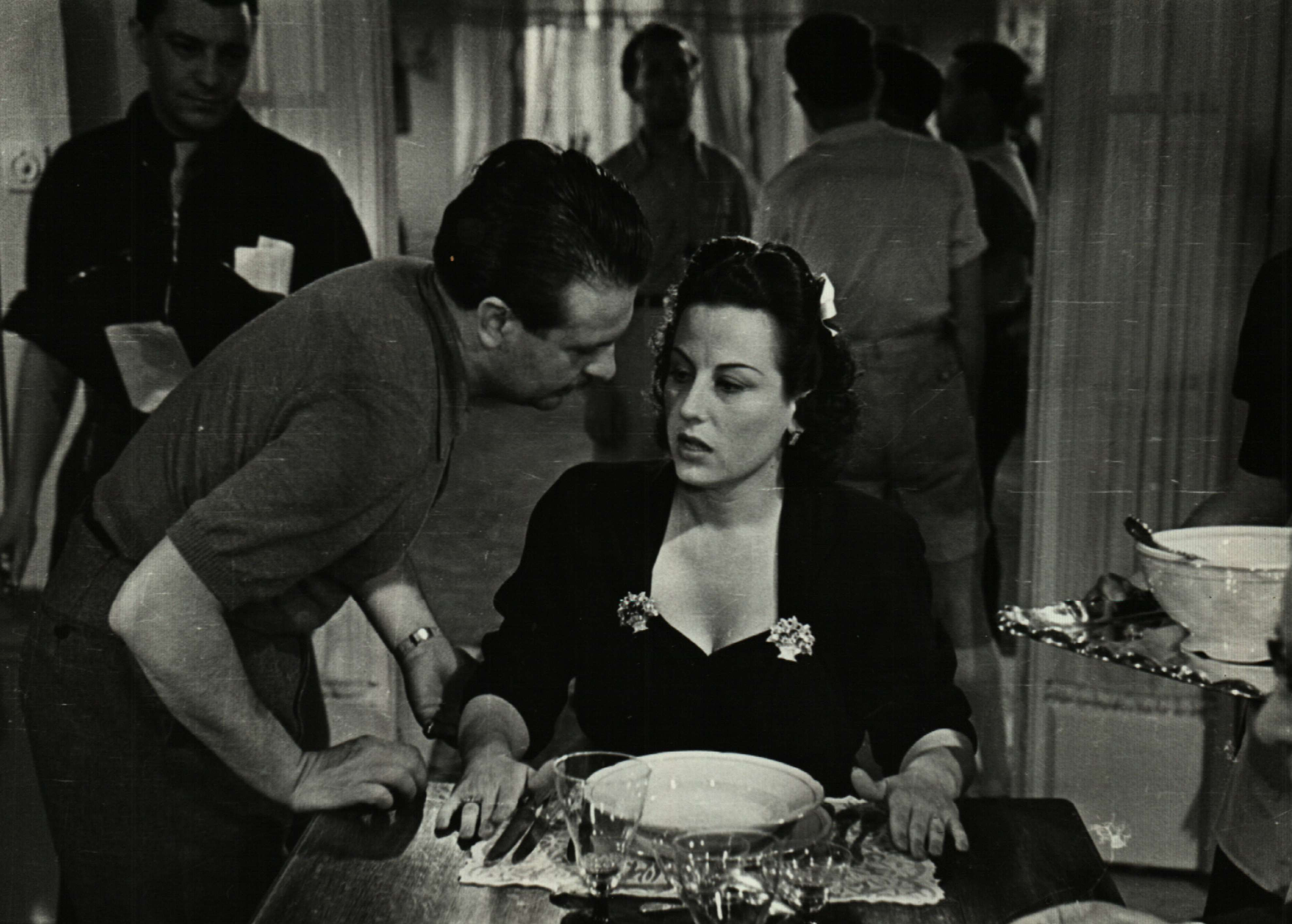
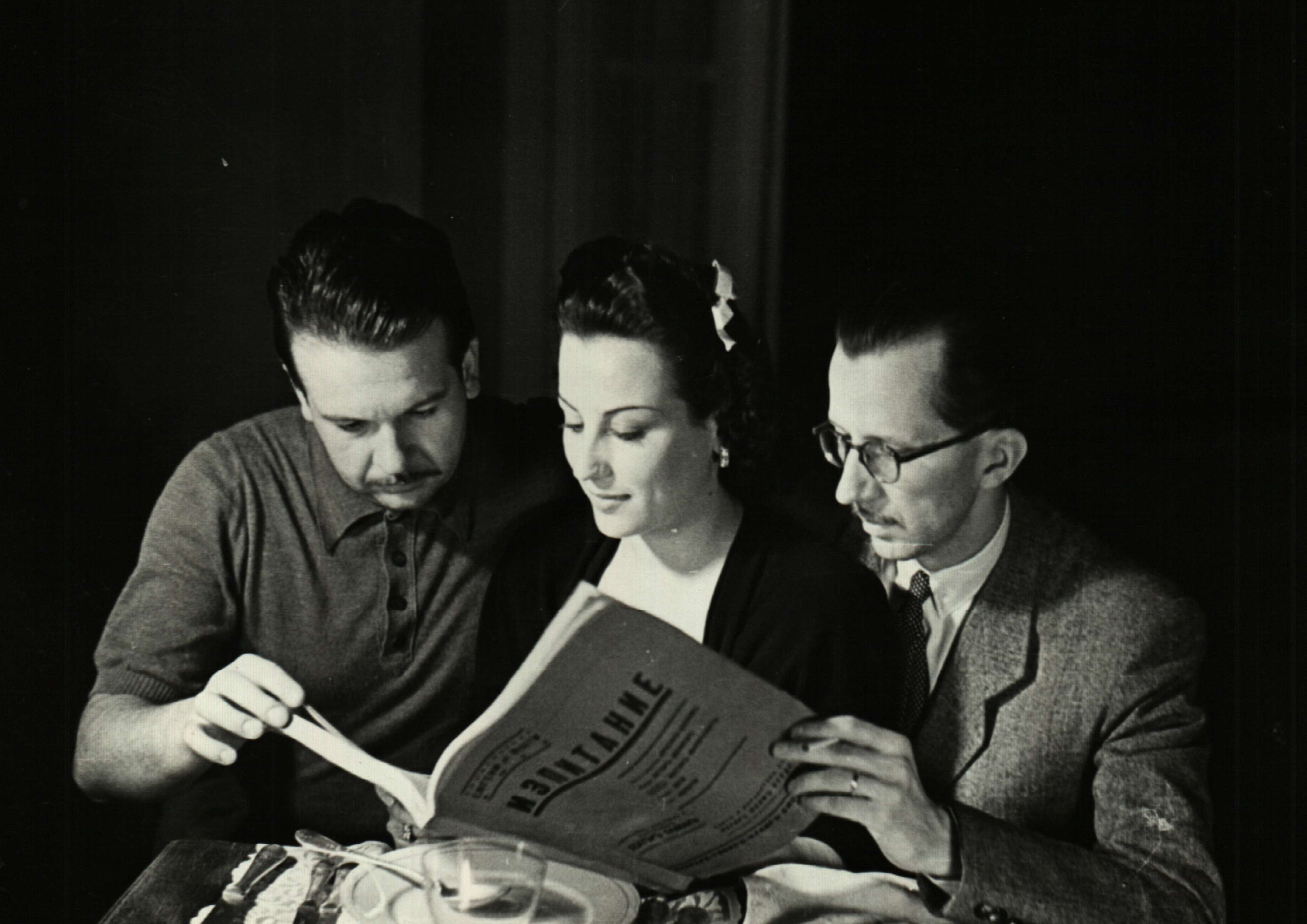